# Rhakotis
Rhakotis var den västra halvan av den gamla staden Alexandria i Egypten (den östra hette Brucheion).
I Rhakotis fanns bland annat
- Eunostos, den västra hamnen,
- Serapeion (Akropolis), ett tempel helgat åt guden Serapis som även inhyste en stor del av biblioteket i Alexandria
- förstaden Nekropolis i sydväst, under vars yta enorma katakomber har utgrävts (jfr. grekiskans nekros = "död").